# 哈斯基爾冰原島峰
83°24′S 51°45′W / 83.400°S 51.750°W
哈斯基爾冰原島峰（英語：Haskill Nunatak）是南極洲的冰原島峰，位於伊利沙伯女皇地，屬於彭薩科拉山脈中福里斯特爾山脈的一部分，處於迪達爾峰以西5公里，海拔高度1,710米。